# Ярче тысячи солнц
«Ярче тысячи солнц: Повествование об учёных-атомниках» (нем. Heller als tausend Sonnen. Das Schicksal der Atomforscher) — документальная книга о создании в США атомной бомбы, написанная австрийским журналистом и писателем Робертом Юнгом.
Книга описывает развитие идеи атомного оружия в довоенной физике, не увенчавшуюся успехом немецкую ядерную программу, Манхэттенский проект и последующую политическую дискуссию вокруг ядерного оружия в США, завершаясь описанием процесса над Робертом Оппенгеймером в середине 1950-х годов.
Написана на немецком языке, впервые опубликована в 1956 году в Германии. Двумя годами позже переведена на английский язык Джеймсом Клафом и опубликована американским издательством Harcourt, Brace & Company.
Название книги основано на стихе из Бхагавадгиты, который Роберт Оппенгеймер процитировал после первого успешного ядерного испытания.